# Irene Dunne
Irene Dunne (født Irene Marie Dunn; 20. december 1898, død 4. september 1990) var en amerikansk skuespiller og sanger fra 1930'erne, 1940'erne og begyndelsen af 1950'erne.
Irene Dunne vandt et legat til Chicago Musical College, men hendes operadrømme sluttede, da hun gik glip af en udtagelse. Hun turnerede med et kompagni og spillede musikalske komedier. Hendes Broadway-debut kom i 1923, og hun havde hovedrollen i flere musicals.
I 1929 resulterede hendes rolle i Show Boat i en filmkontrakt med RKO, og hun fik sin filmdebut det følgende år. Hun medvirkede derefter i talrige film, både romantiske dramaer og komedier, og hun var en af USAs mest populære skuespillere. Hun blev nomineret til en Oscar fem gange, men vandt aldrig prisen.
Hun trak sig tilbage fra film i 1952, men fortsatte på tv. I 1957 udpegede præsident Dwight D. Eisenhower hende til en af fem suppleanter til FN.

## Privatliv
Hun blev gift i 1928 med tandlægen Francis J. Griffin, som hun var gift indtil hans død 1965.

## Filmografi
- 1930 – Leathernecking
- 1931 – Cimarron
- 1932 – Thirteen Women
- 1933 – Ann Vickers
- 1934 – The Age of Innocence
- 1934 – Sweet Adeline
- 1935 – Roberta
- 1936 – Show Boat
- 1936 – Theodora leger med ilden
- 1937 – Den frygtelige sandhed
- 1939 – Han og hun
- 1940 – Min yndlingshustru
- 1941 – Penny Serenade
- 1944 – The White Cliffs of Dover
- 1946 – Anna og kongen af Siam
- 1947 – Vi og vores far
- 1948 – I Remember Mama
- 1950 – Dronningen og gadedrengen
- 1952 – Det gror på træerne